# سد ژینوالی
سد ژینوالی (به لاتین: Zhinvali Dam) یک نیروگاه برقابی و سد در گرجستان است که در شهرداری دوشتی واقع شده‌است.